# 迪特尔·屈恩

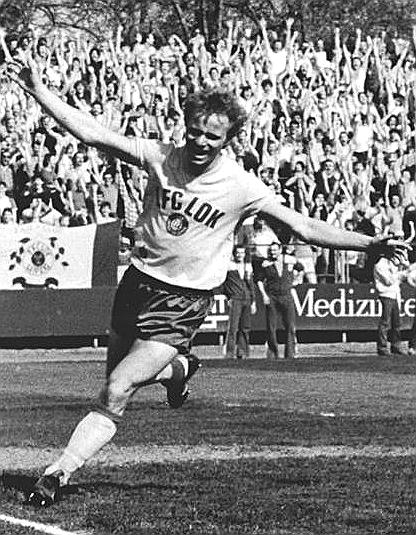
迪特尔·屈恩 (1986年)

迪特尔·屈恩（德語：Dieter Kühn，1956年7月4日—），德国男子足球运动员，司职前锋。他曾代表东德国奥队参加1980年夏季奥林匹克运动会足球比赛，获得一枚银牌。